# Заполиці (Здунськовольський повіт)
Заполиці (пол. Zapolice) — село в Польщі, у гміні Заполиці Здунськовольського повіту Лодзинського воєводства.
Населення — 798 осіб (2011).
У 1975-1998 роках село належало до Серадзького воєводства.

## Демографія
Демографічна структура станом на 31 березня 2011 року:
|          | Загалом | Допрацездатний вік | Працездатний вік | Постпрацездатний вік |
| -------- | ------- | ------------------ | ---------------- | -------------------- |
| Чоловіки | 404     | 64                 | 299              | 41                   |
| Жінки    | 394     | 76                 | 237              | 81                   |
| Разом    | 798     | 140                | 536              | 122                  |